# José Ramón Sanz Pinedo
José Ramón Sanz Pinedo (1949, Palomares del Campo, Cuenca), es un empresario español.

## Biografía
Se licenció en Químicas por la Universidad Autónoma de Madrid en 1976 y obtuvo la maestría en Administración de Empresas en el Instituto de Estudios Superiores de la Empresa en 1987. En 2007 cursó Gestión de Patrimonio Privado en la Escuela de Negocios Booth de la Universidad de Chicago. Amplió su formación en la gestión de proyectos, principalmente en temas de gestión de la calidad total y proceso de mejora continua. Entre 2010 y 2015 fue alumno de la Escuela de Filosofía.
José Ramón Sanz es un empresario familiar. La andadura empresarial de la familia comenzó en 1929 con Pedro Castellón en Barcelona. Sanz contrae matrimonio con Marisa Gras (nieta de Pedro Castellón) en 1975, con la que ha tenido dos hijos.[cita requerida]

## Actividad Empresarial
Inicia su carrera profesional en el grupo familiar en Dalphimetal, compañía fundada por su suegro Luis Gras, a la que estuvo vinculado durante treinta años; primero como responsable de fabricación en la sede de Vigo y después, recorrió sucesivamente todas las áreas de la empresa hasta ocupar la presidencia y dirección general.
Dalphimetal era una de las principales empresas españolas del sector de la fabricación de componentes para el automóvil. En octubre de 2000, bajo la presidencia de José Ramón Sanz, realizó un intercambio de capital con la empresa japonesa Nihon Plast por el que se hizo con el 14% de dicha compañía y se convirtió en su primer accionista. Con este acuerdo Dalphimetal se convirtió en proveedor global con presencia en Europa, Asia y América y llegó a ser número uno mundial en volantes y tercer proveedor europeo de airbags. Posteriormente fue comprada por la multinacional estadounidense TRW, ahora llamada ZF-TRW debido a su compra por ZF Friedchasfen.
Entre 1991 y 1995 fue consejero delegado de Silenciadores PCG, proyecto conjunto de la familia con ECIA, filial del grupo Peugeot y actualmente FAURECIA, dedicada a la fabricación de diferentes componentes para el automóvil.
A finales de los noventa firmó varios acuerdos con la Fundación ONCE para la creación de tres centros especiales de trabajo (Mevol, Garevol y Celcoauto) para dar empleo a unos 400 minusválidos en labores de forrado de volantes en cuero, por el que Dalphimetal recibió el premio a la Integración de discapacitados de la ONCE. En esta etapa, Dalphimetal recibió numerosas distinciones de los clientes por su calidad, servicio, precio y tecnología, como por ejemplo el de General Motors (Mejor proveedor mundial de volantes y Airbags), que recibiría en cuatro ocasiones, o el de Volvo como uno de los 11 mejores proveedores del año, o el de PSA por la contribución al desarrollo de tecnologías innovadoras de reducción de costes, entre otros. 
En 1999 Autorrevista (el medio de comunicación profesional líder del sector del automóvil), le otorga el “Premio Tecnipublicaciones” como reconocimiento a su trayectoria en innovación empresarial.
José Ramón Sanz fue parte activa del impulso que realizó Dalphimetal en el desarrollo de diversos centros industriales y tecnológicos como el Clúster de Empresas de Automoción de Galicia (CEAGA), el Centro Tecnológico de Automoción de Galicia (CETAG) y el Centro de Investigación y Desarrollo del Automóvil (CIDAUT).
En 2005 la familia Sanz Gras decidió integrar las operaciones de Dalphimetal en la multinacional TRW (actualmente una división de ZF Friedrichshafen). En ese momento Dalphimetal lo componían unas 3.000 personas, facturaba alrededor de los 400 millones de Euros, exportaba más del 80% de su facturación y contaba con 14 fábricas y 6 centros de I+D en 9 países, además de 9 empresas conjuntas en 12 países.

## Actividad de representación institucional
José Ramón Sanz  ha sido presidente de la comisión de empresa familiar de CEIM (Confederación Empresarial de Madrid) desde su creación en 2016 hasta 2019 año en el que se creó el Consejo de Empresa Familiar, y del que actualmente es presidente. Entre 2002 y 2010 presidió la Comisión de Innovación y Nuevas Tecnologías de la Cámara de Comercio e Industria de Madrid y de CEIM y fue presidente de la Comisión del Automóvil de AECIM, así como miembro del Pleno de la Cámara de Comercio e Industria de Madrid, miembro del Comité Ejecutivo y de la Junta Directiva de AECIM y CEIM, Consejero del IMDEA Materiales y Presidente de la Comisión de Efectos Económicos de la Innovación de la Fundación COTEC, miembro del comité de seguimiento del plan PRICIT IV de la Comunidad de Madrid, entre otros cargos y responsabilidades en asociaciones empresariales. Entre 2005 y 2007 dirigió el desarrollo del “Plan estratégico del sector del automóvil de la Comunidad de Madrid” y dirigió la realización del estudio Análisis Comparativo del Sistema Español de I+D+i. Ha sido miembro del Panel Cívico de los Cien.

## Actividad docente
En 2011 fue miembro del Board del Alumni Club de la University of Chicago en España. Fue director del programa Vision Management Program con el IE y la EFPA y ha participado en diferentes Masters y cursos del IE. También ha sido profesor en el IEB y ha colaborado con el Instituto de Dirección y Organización de Empresas de la Universidad de Alcalá y la ETS de Ingenieros de Telecomunicaciones de la Universidad Politécnica de Madrid, entre otras instituciones. Ha dado charlas y seminarios en diversos foros a nivel nacional e internacional, como por ejemplo la asociación Hispano Alemana de Juristas. o el 79 Congreso Nacional de Agentes Aduanales que organiza la Confederación de Asociaciones de Agentes Aduanales de la República Mexicana (CAAAREM).  Ha publicado en numerosos medios de comunicación como la revista Tharawat, La 2, El País, el Confidencial o El Economista.

## Carrera deportiva
Fue internacional de voleibol desde la temporada 1963/64 hasta 1968 y obtuvo el título de entrenador de voleibol.

## En la actualidad
En la actualidad, José Ramón Sanz es consejero delegado del Grupo Numa estando ya la cuarta generación familiar al frente de la gestión de los negocios. Es consejero en diversas sociedades. Es presidente de la Fundación Numa, al frente de la cual desarrolla conocimientos innovadores en el perímetro de la gestión del family business y una importante labor divulgativa a través de jornadas y conferencias.
Asimismo es codirector del PWMS, programa integral y estratégico de la gestión del Family Business: empresa, familia y patrimonio y sus interrelaciones, específico para familias empresarias, que realiza la Fundación Numa junto a la Universidad de Chicago Booth School of Business.
José Ramón es miembro del  de ADEFAM (la Asociación de Empresa Familiar de Madrid), Presidente del Consejo de Empresa Familiar de CEIM (enlace roto disponible en Internet Archive; véase el historial, la primera versión y la última). desde septiembre de 2019 y Presidente Honorífico del Foro de la Empresa Familiar del Club Cámara de Madrid y Coordinador de su Comité de Actividades desde junio de 2020.